# Sierra Creative Interpreter
SCI – kurz für Sierra Creative Interpreter – ist ein Programmierwerkzeug und eine Spiel-Engine, die von Sierra On-Line entwickelt und für eine neuere Generation von Grafik-Adventures von 1988 bis 1996 eingesetzt wurde.
Im Gegensatz zum Vorgänger, dem Adventure Game Interpreter (AGI), bei dem es sich um eine prozedurale Skriptsprache handelt, ist der Sierra Creative Interpreter vollständig objektorientiert. Neben der damit plattformunabhängigen Entwicklung und durch Unterstützung modernerer Hardware nicht nur verbesserter Grafik-, sondern auch Soundausgabe in bis dahin nicht gekannter Qualität wurde der gleichfalls vollzogene Wechsel von Parser- auf Point-and-Click-Steuerung von Spielern oder Fachpresse als eher nebensächlich betrachtet.
Entwickelt wurde SCI von Jeff Stephenson, einem leitenden Programmierer des Unternehmens, der auch schon entscheidend zur Weiterentwicklung von AGI beigetragen hatte. Der ursprüngliche Name lautete Large-model Script Code Interpreter (LSCI), wurde aber im Marketing nachträglich geändert. Die Kosten sollen 400.000 USD betragen haben.
Erstmals verwendet wurde SCI für King’s Quest IV. Das Spiel wurde gleichzeitig auch noch als AGI-Version produziert, da Sierra annahm, eine „Light“-Version für weniger leistungsstarke Systeme anbieten zu müssen. Die AGI-Version wurde wegen geringer Nachfrage aber schnell eingestellt und gilt heute als Sammlerstück.

## Versionen
Neben kleineren Erweiterungen, die zu jedem neuen Spielentwicklungsprojekt oder auch bei Portierungen und Übersetzungen in das System integriert wurden, entwickelte Sierra folgende Hauptversionen:
- SCI0 (ab 1988): Bei einer Auflösung von 320 × 200 Bildpunkten konnte die Grafik in 16 Farben (EGA), 4 Farben (CGA) oder 2 Farben (Hercules) dargestellt werden.
- SCI01: Es wurde ein verbesserter Kompressionsalgorithmus eingesetzt und die Quelldaten für Sound konnten neben MIDI- auch PCM-Daten (digitalisierte Soundeffekte) enthalten.
- SCI1 (ab 1990): Bei gleicher Auflösung von 320 × 200 Bildpunkten waren 256 Farben (VGA/MCGA) darstellbar.
- SCI11: Animierte Filmsequenzen und Pseudo-3D-Effekte, wie ein bei Bewegung in den Bildhintergrund kleiner werdender Spielercharakter.
- SCI2 (ab 1993): Wechsel auf 32bit über DOS/4GW-Extender oder Windows 3.1 und eine höhere Auflösung von 640 × 480 Bildpunkten.
- SCI21: Zunehmende Einbindung von Videodaten (robot videos). Einbindung vor-gerenderter 3D-Grafiken im Comic-Stil oder von mit Schauspielern gefilmten Szenen.
- SCI3 (ab 1996): Die Spiele waren neben MS-DOS auch direkt unter Windows 95 lauffähig.

## Engine-Remake
Das um 1999 von Christoph Reichenbach gestartete Open-Source-Projekt FreeSCI ermöglichte nach und nach, SCI0/01-Spiele auch auf neueren Hardwareplattformen und zusätzlichen Betriebssystemen laufen zu lassen. Frühe Versionen stützten sich sehr stark auf die SCI resource decoder und SCI image viewer des SCI Decoding Project, die ihr Entwickler Carl Muckenhoupt ab 1992 zunächst als Shareware vertrieben hatte. Angesichts des hohen Aufwands, mit Weiterentwicklungen und den laufenden Veränderungen am Code durch Sierras Entwicklungsabteilung Schritt zu halten, hatte sich Muckenhoupt aber bald anderen Aufgaben zugewandt und seinen Code im Jahr 1997 unter GPL freigegeben.
Die Unterstützung von SCI1-Spielen befand sich noch in der Entwicklung als Anfang 2009 die FreeSCI-Entwickler entschieden, sich dem Team hinter ScummVM anzuschließen. Die erste gemeinsame ScummVM Version 1.2.0 erschien daher im Oktober 2010 als „FaSCInating release“. Inzwischen werden von ScummVM auch alle SCI2- und SCI3-Spiele unterstützt.

## Entwicklungstools
Das von Brian Provinciano entwickelte und als Public Domain freigegebene SCI Studio erlaubt die eigene Erstellung von Spielen, die auf der SCI0-Engine basieren. Die letzte Version erschien im Januar 2003. Eine aktuellere Entwicklungsumgebung mit Unterstützung auch für SCI1 und SCI2 bietet nach Angaben seiner Entwickler der im Januar 2016 als Open-Source-Software erschienene SCI Companion 3.

## SCI Spiele
Eine Auswahl an Spielen, die mit unterschiedlichen Versionen des SCI-Interpreters entwickelt worden sind.
- King’s Quest I: Quest for the Crown (1990 VGA-Remake)
- King’s Quest IV: The Perils of Rosella (1989)
- Leisure Suit Larry Goes Looking for Love (In Several Wrong Places) (1988)
- Leisure Suit Larry 3: Passionate Patti in Pursuit of the Pulsating Pectorals (1989)
- Police Quest 1: In Pursuit of the Death Angel (1992 Remake)
- Police Quest 2: The Vengeance (1988)
- Police Quest 3: The Kindred (1991)
- Police Quest 4: Open Season (1993)
- Codename: Iceman (1990)
- Space Quest I: Roger Wilco in the Sarien Encounter (1991 VGA-Remake)
- Space Quest III: The Pirates of Pestulon (1989)
- Space Quest IV: Roger Wilco and the Time Rippers (1991)
- Space Quest V: Roger Wilco – The Next Mutation (1993)
- Space Quest 6: Roger Wilco in the Spinal Frontier (1995)
- Hero's Quest: So You Want to Be a Hero (1989)
- Quest For Glory I: So you want to be a Hero (1992 VGA-Remake von Hero Quest)
- Quest For Glory II: Trial by Fire (1990)
- Quest For Glory III: Wages of War(1992)
- Quest For Glory IV: Shadows of Darkness (1993)
- Laura Bow: The Colonel’s Bequest (1989)
- Laura Bow: The Dagger of Amon Ra (1992)
- Conquests of Camelot: The Search For The Grail (1989)
- Conquests of the Longbow: The Legend of Robin Hood (1990)
- Mixed-Up Mother Goose (1990)
- Hoyle's Official Book of Games: Volume 1
- Hoyle's Official Book of Games: Volume 2
- Rendezvous im Weltraum (1996)
- sowie mehrere Fangames